# منفذ (عتاد)
يحتوي جهاز الحاسب الآلي على مجموعة من المنافذ لتوصيل الأجهزة الخارجية مثل الماسح الضوئي أو لوحة المفاتيح أو الطابعة وغيرها من الأجهزة الخارجية بجهاز الحاسب ومن ثم باللوحة الأم.

## تقسيم المنافذ حسب نقل الإشارات الكهربائية
يمكن تقسيم المنافذ إلى قسمين اعتمادًا على طريقة نقلها للإشارات الكهربائية:

### المنافذ التسلسلية
تستخدم عادة لتوصيل المودم الخارجي وبعض أنواع الفأرات القديمة وبعض أنواع الشاشات، تنتقل المعلومات عبر هذا المنفذ بسرعة 115 كيلو بت/الثانية. هناك نوعين من المنافذ التسلسلية، نوع بـ 9 أطراف، ونوع آخر قديم بـ 25 طرف.

### المنافذ المتوازية
تستخدم لتوصيل الطابعات لذا يطلق عليه منفذ الطابعة، كما أنه يستخدم أيضاً لتوصيل الماسح الضوئي وهو أسرع من المنفذ التسلسلي في التوصيل.

### إيثرنت.

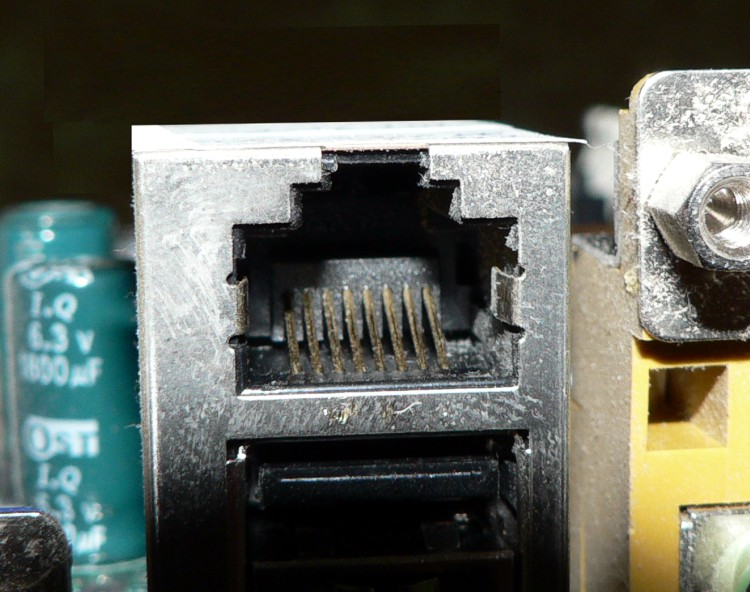
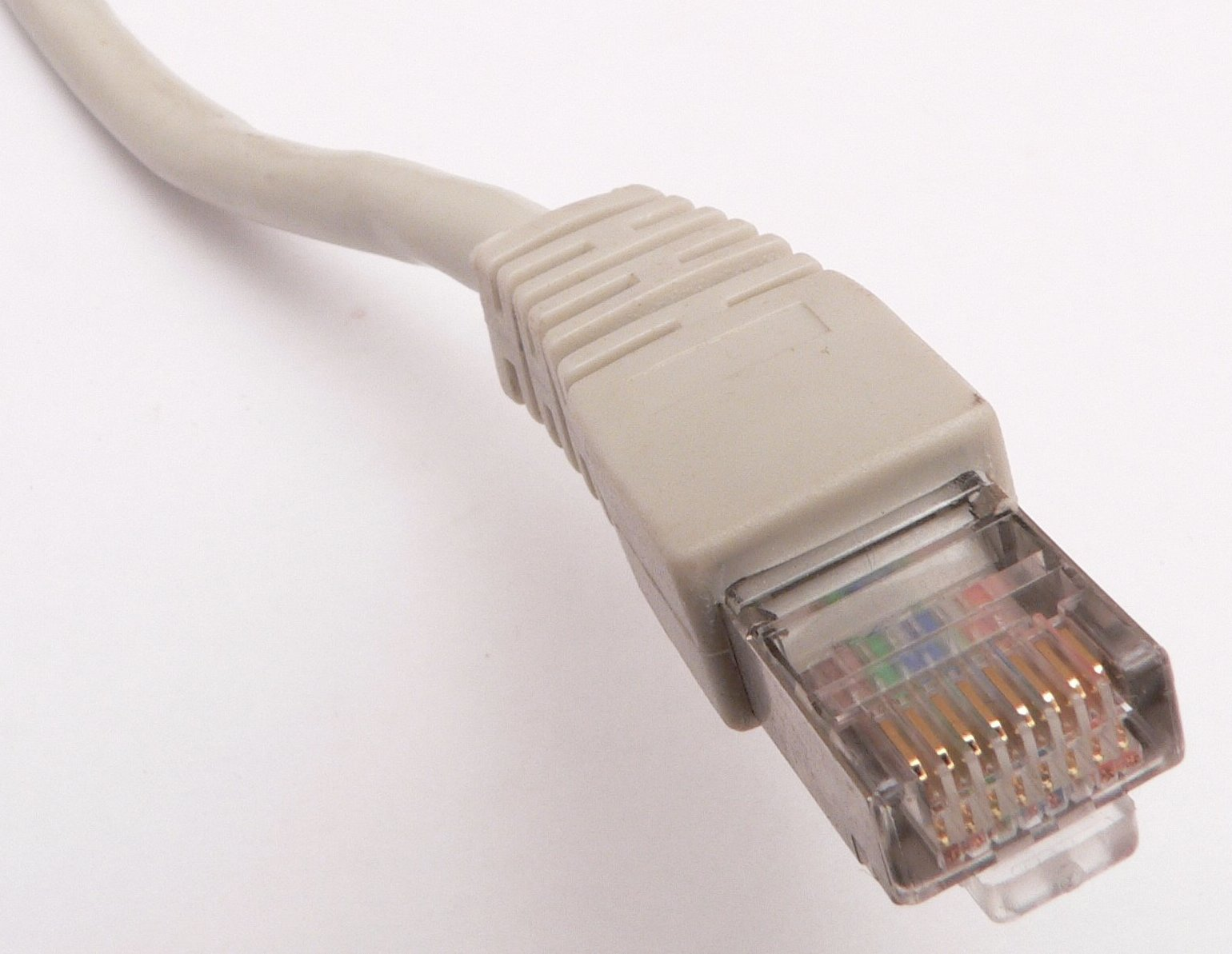
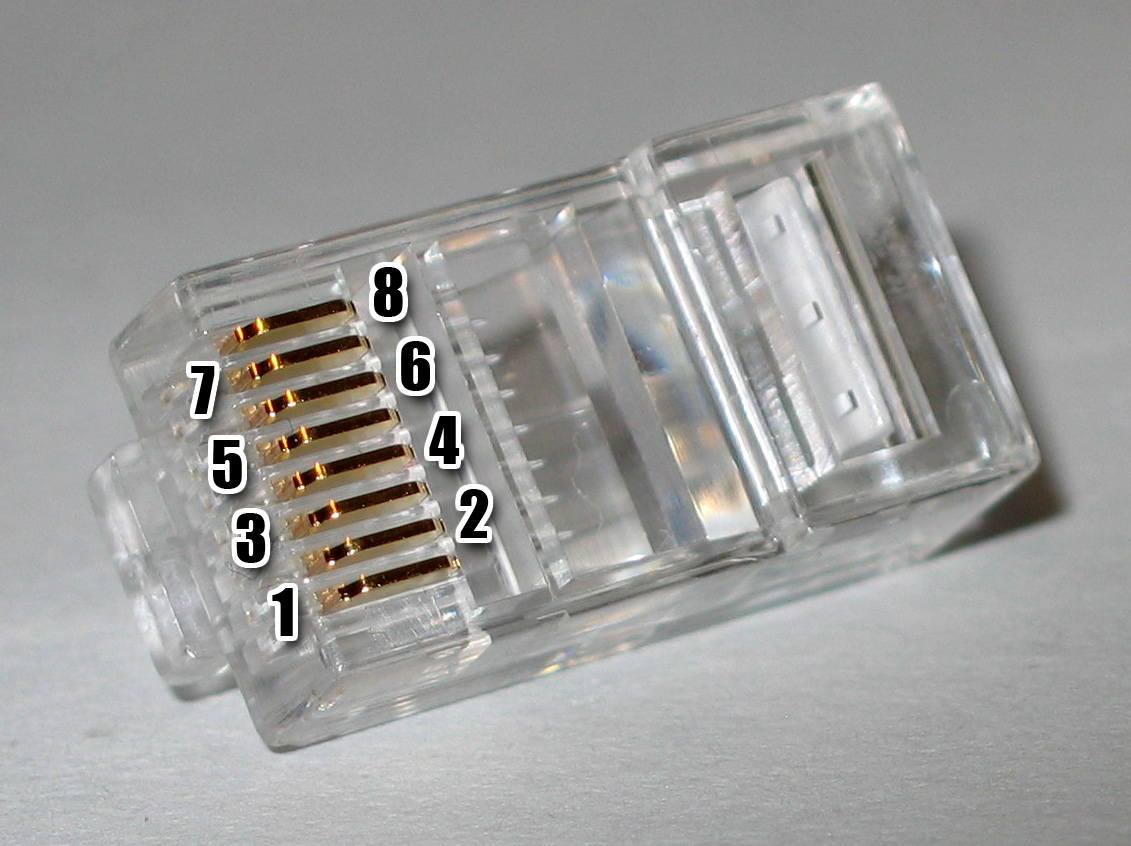

### IEEE 1394 interface

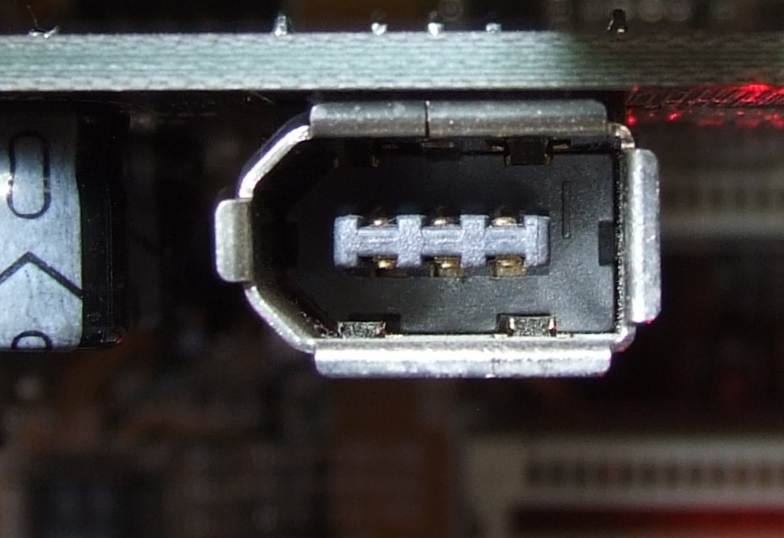
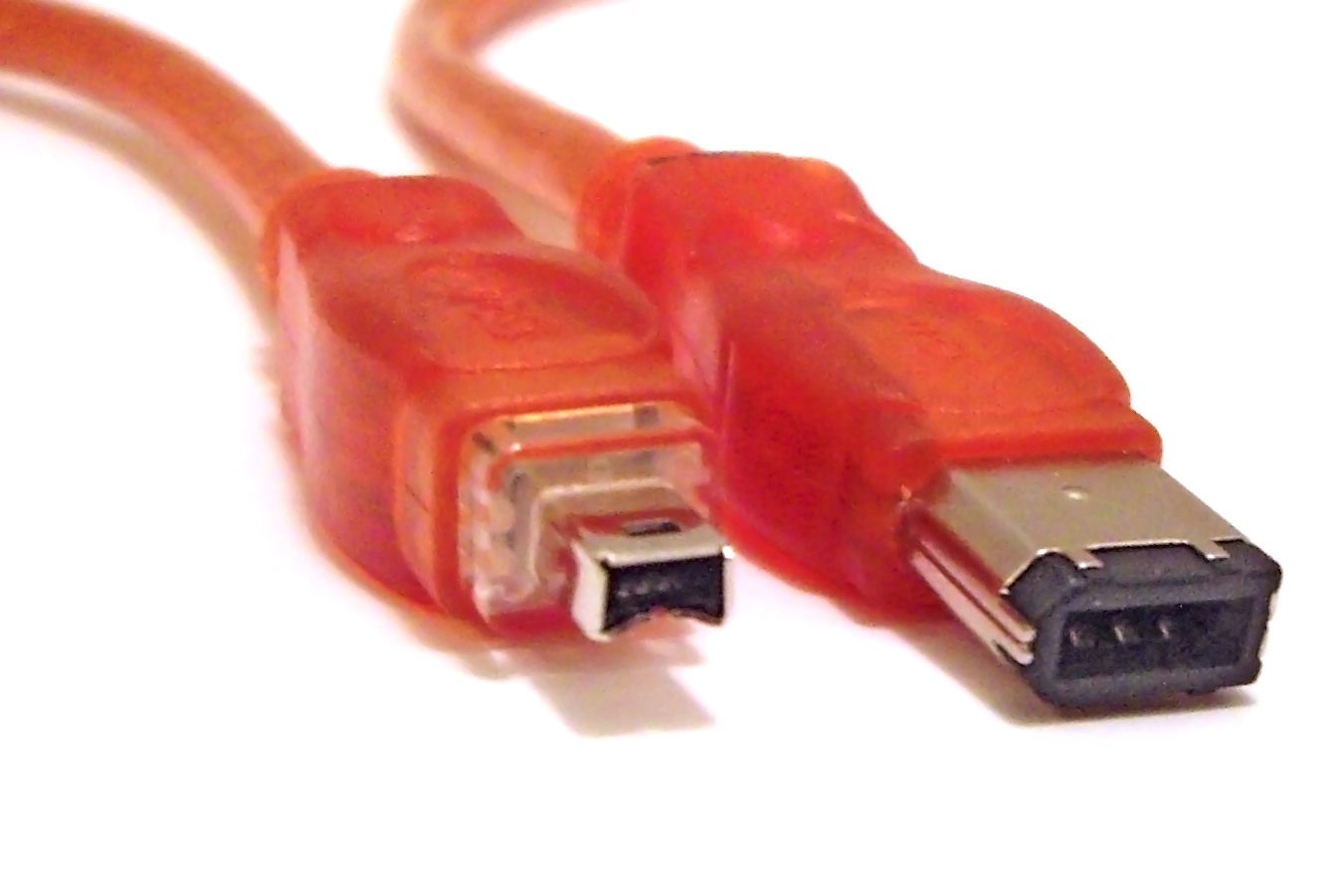

## أنواع المنافذ

### Parallel

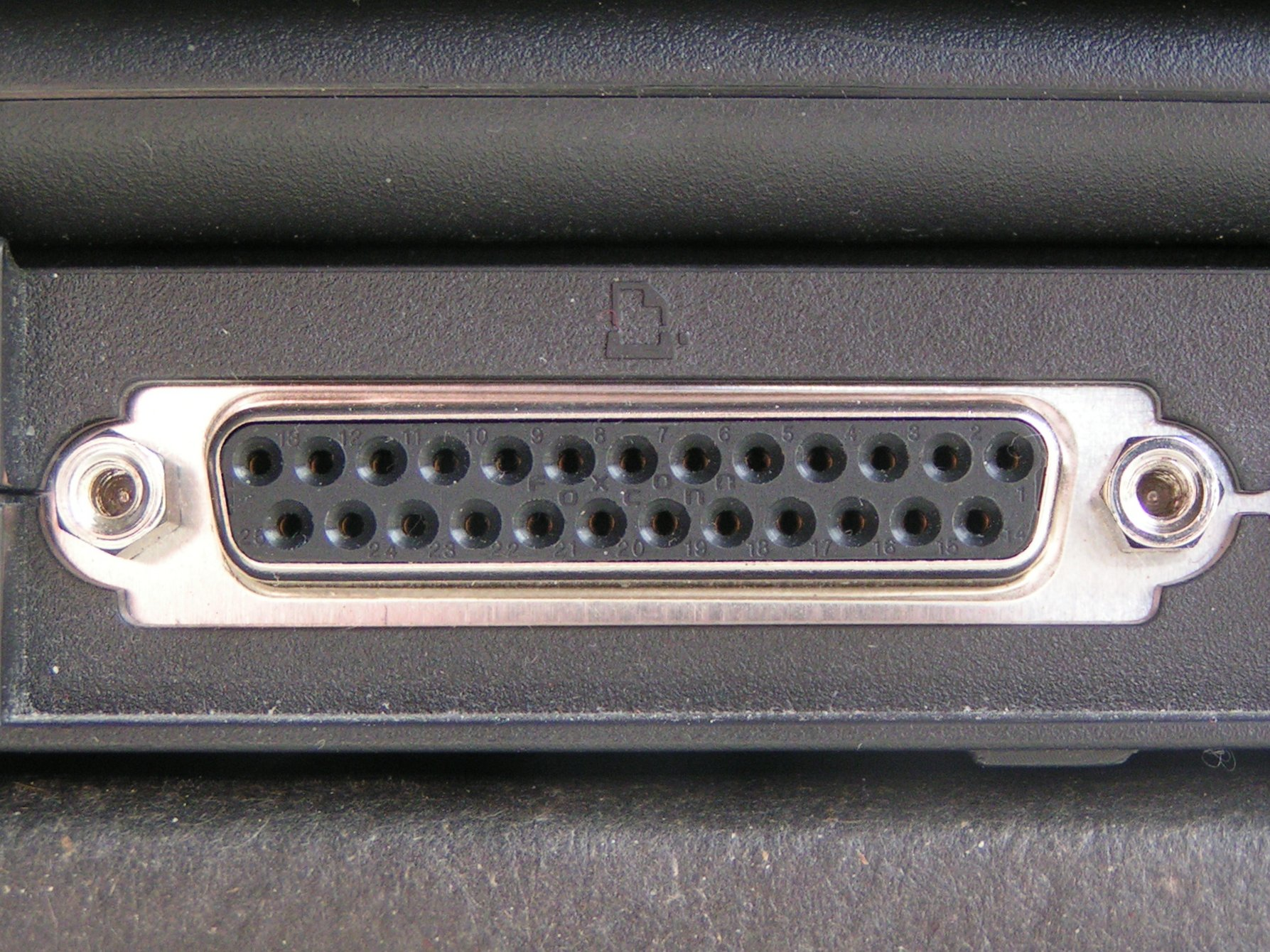
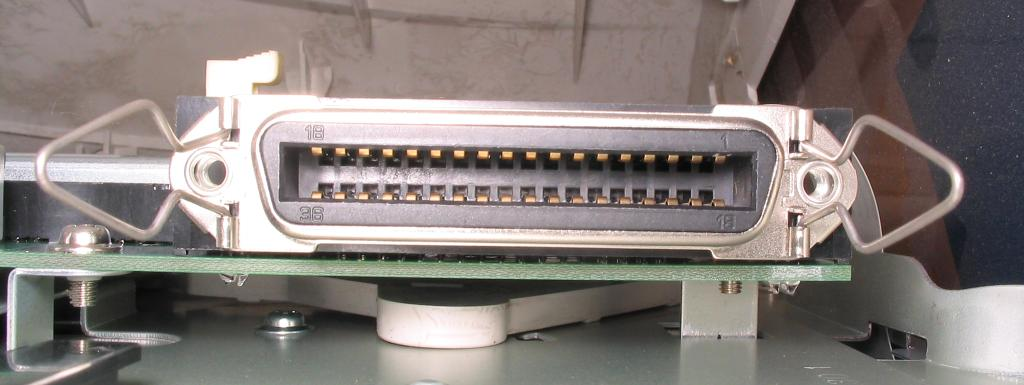

هما منفذين يوصل بهما الفأرة ولوحة المفاتيح وهما متشابهتان في الشكل ومختلفتان في اللون الاخضر توصل به الفأرة واللون البنفسجي توصل به لوحة المفاتيح

### Serial

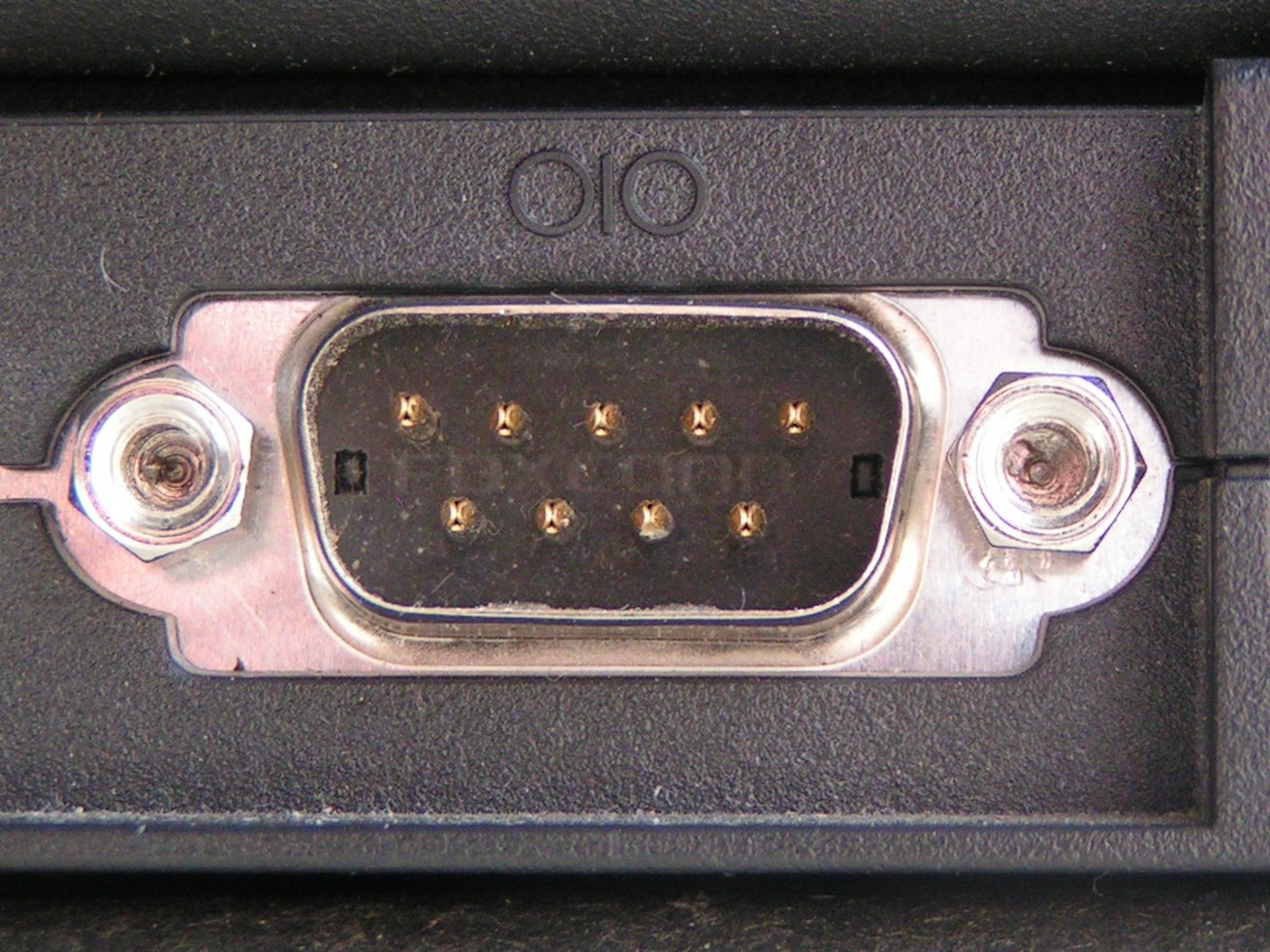

### يو إس بي

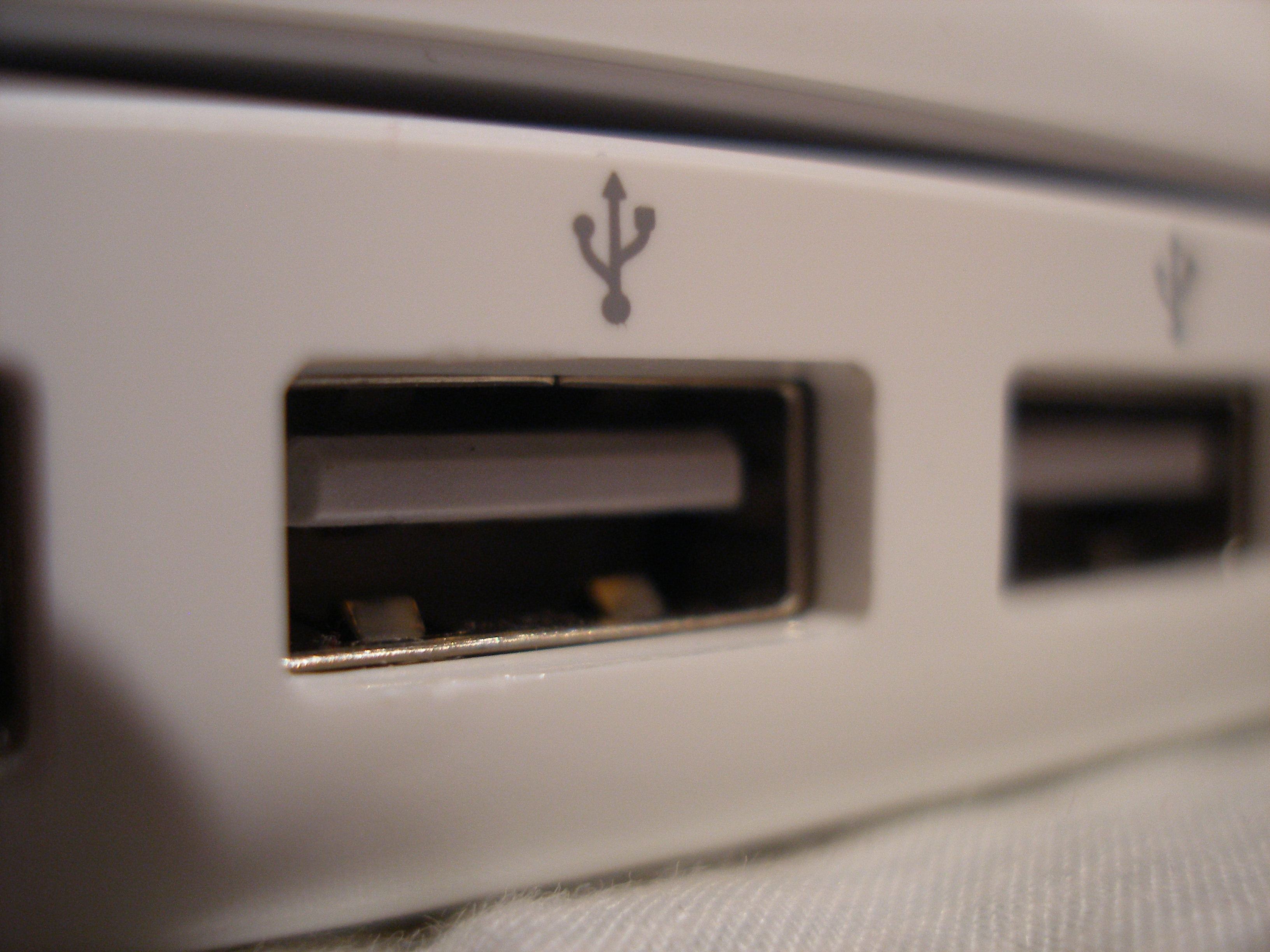
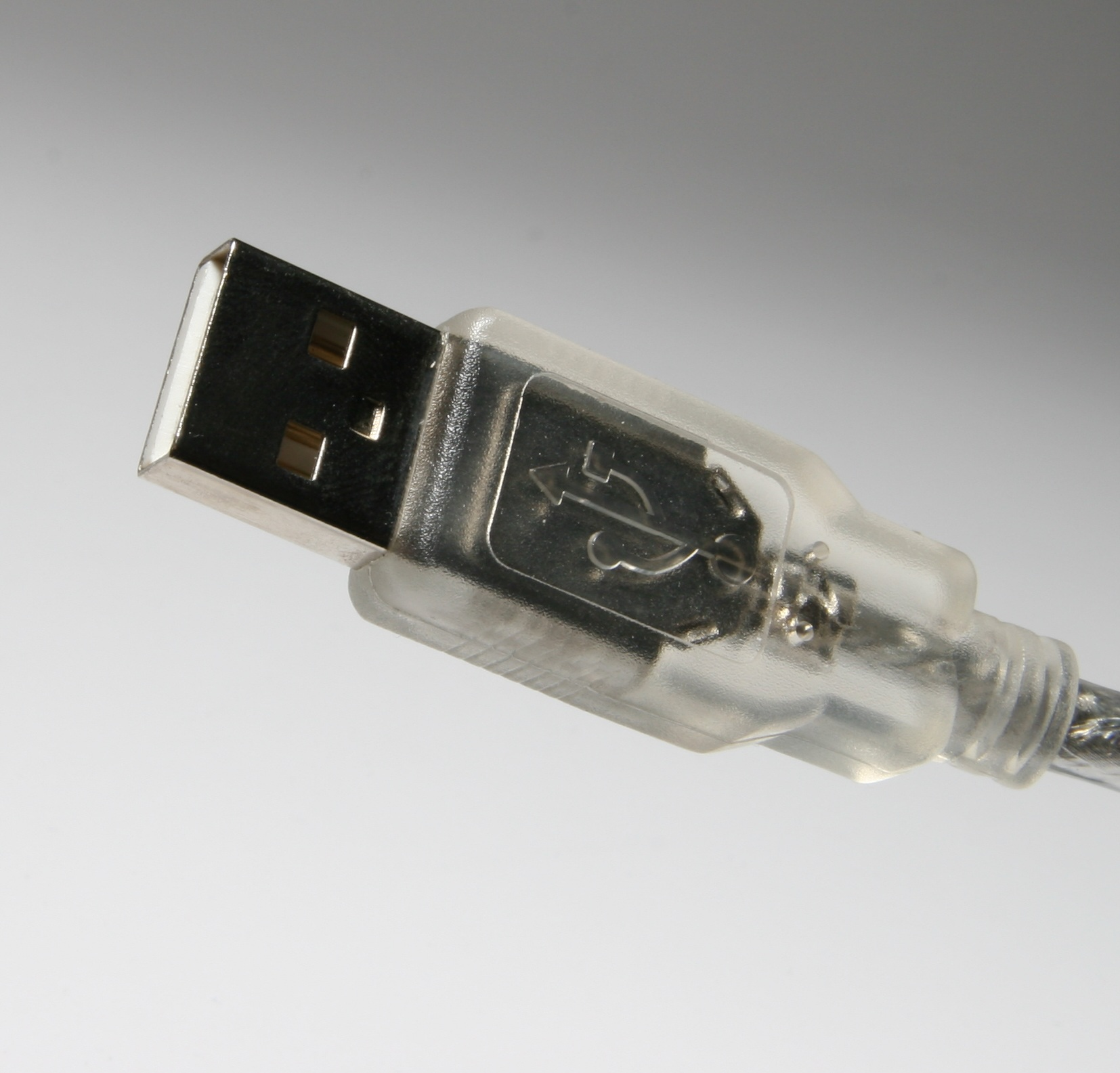

### VGA

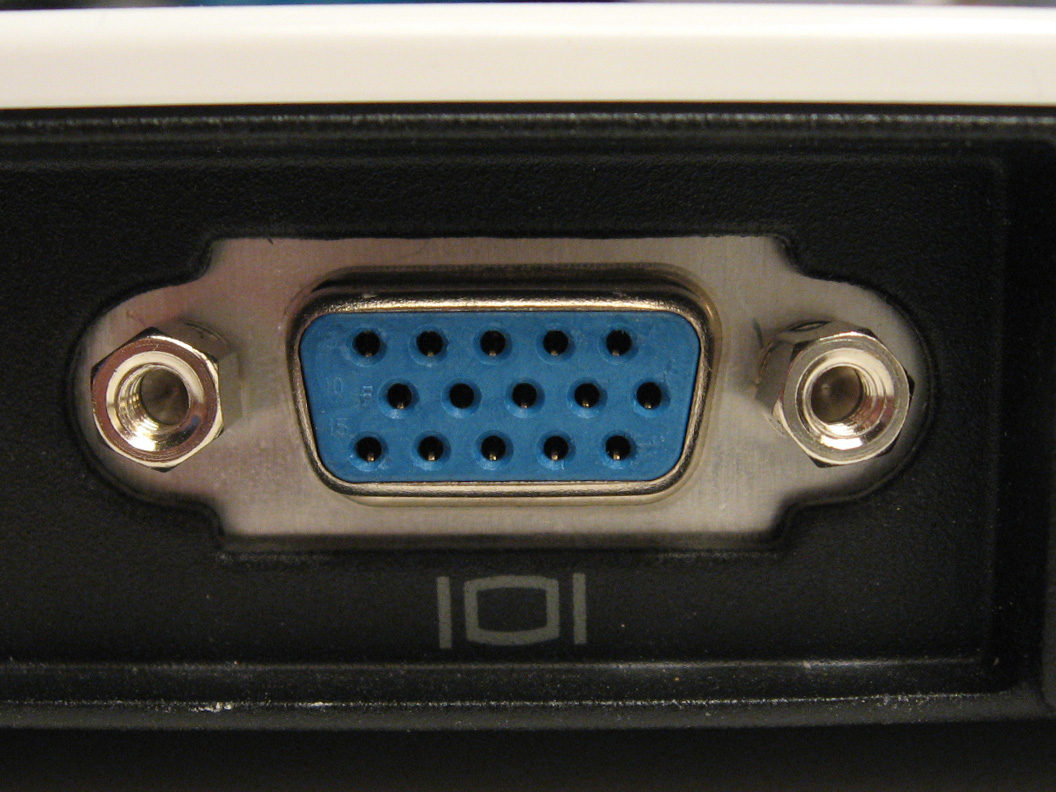
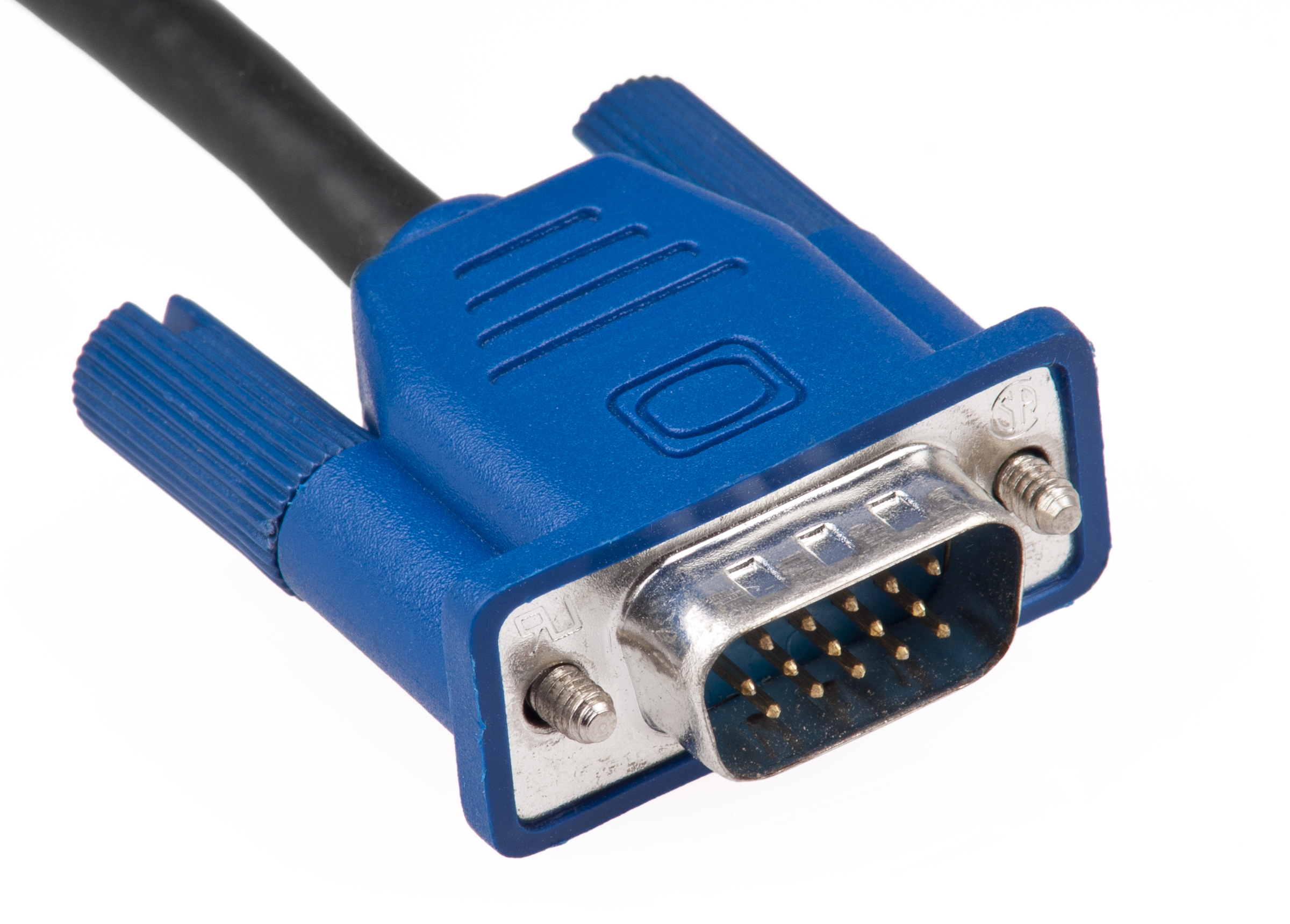

### Digital Visual Interface

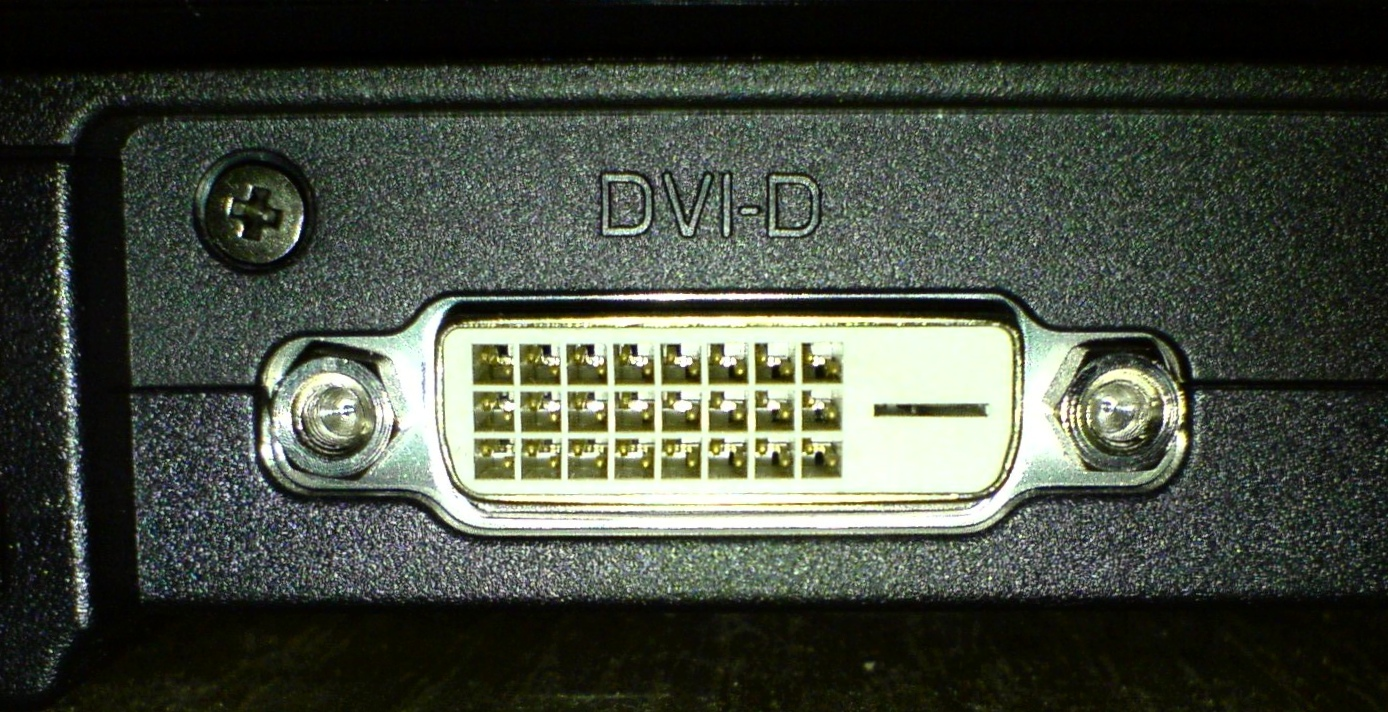
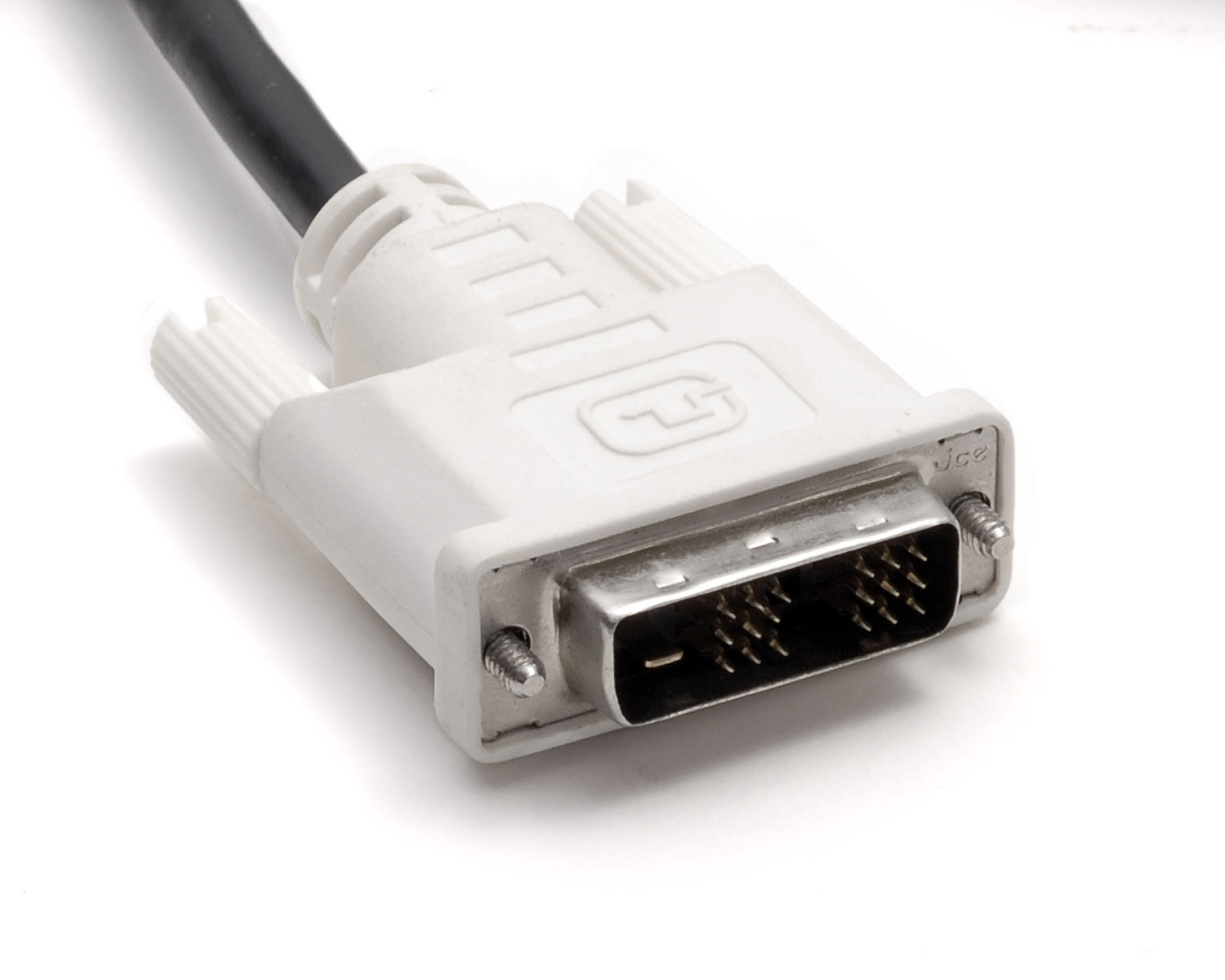

### SCSI

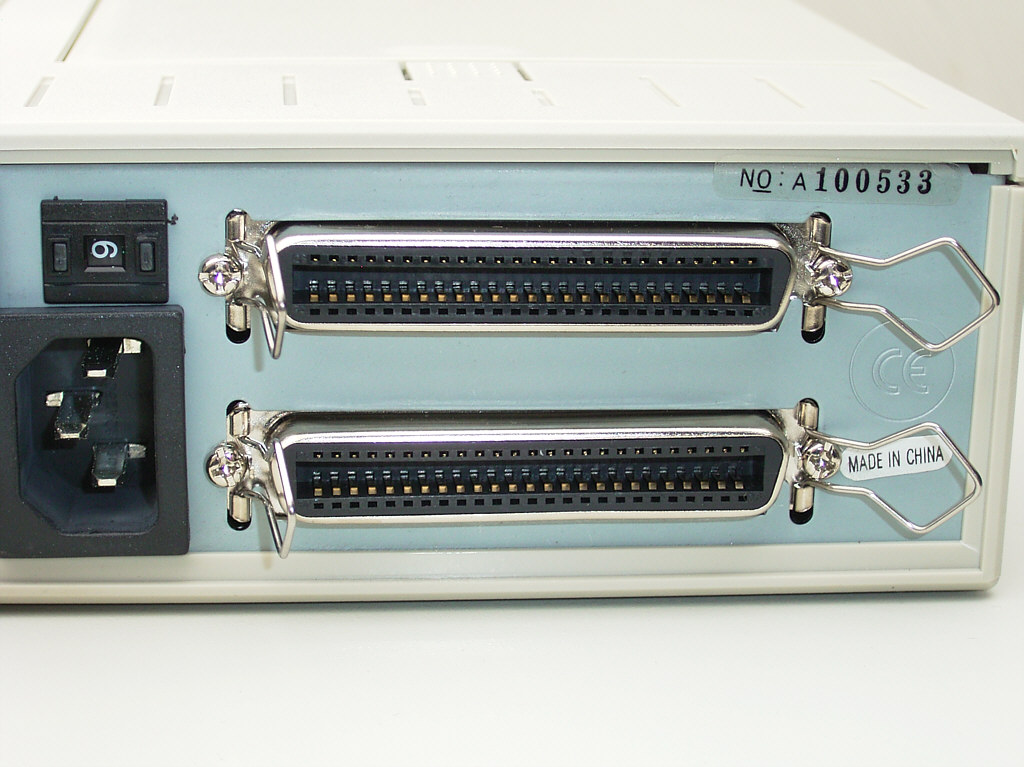
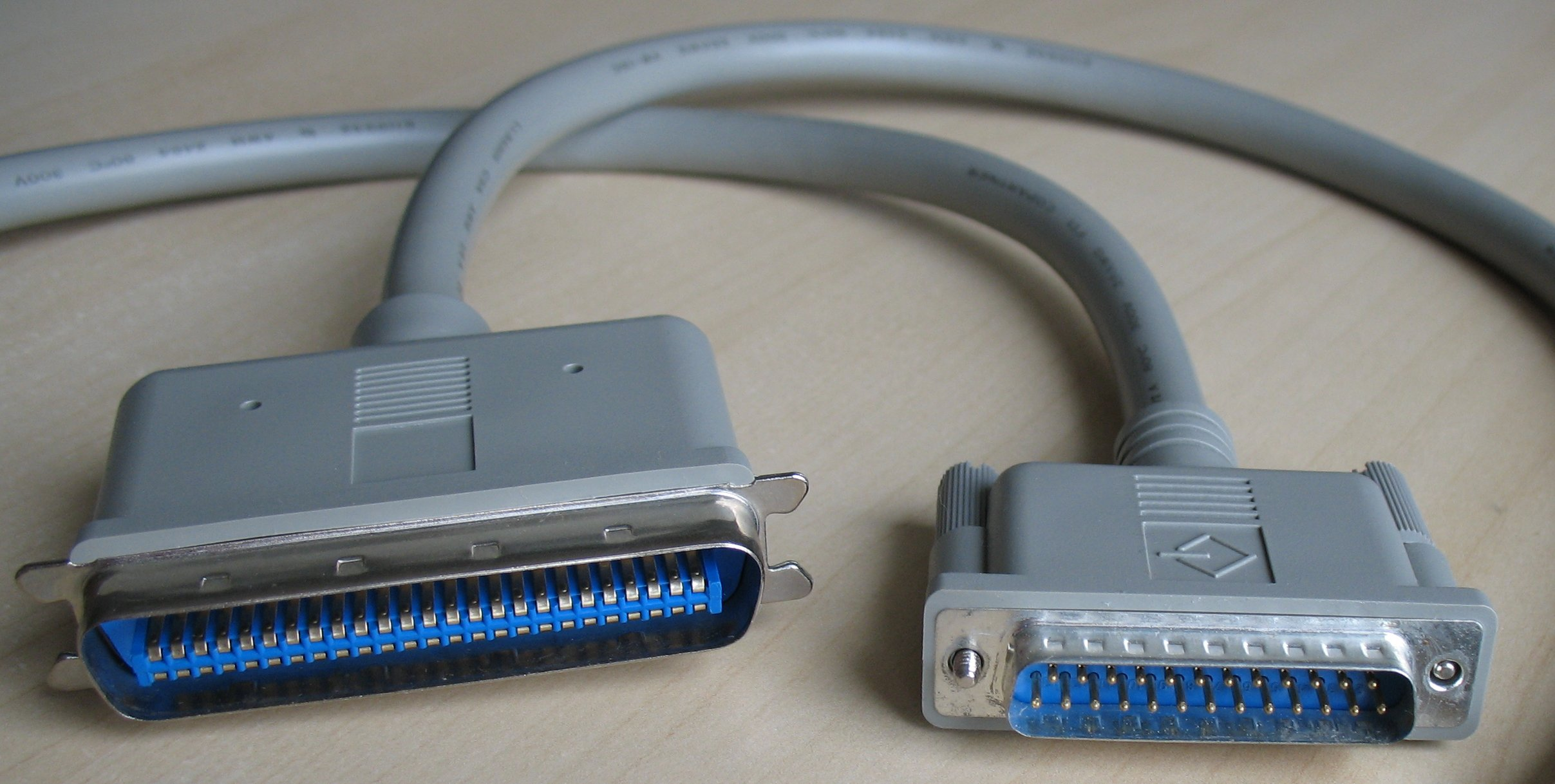

### TRS

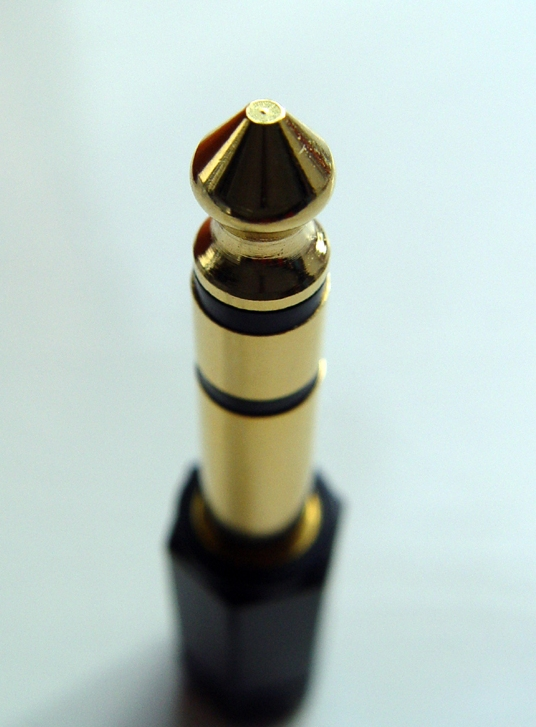